# Andrzej Mokronowski
Andrzej Mokronowski (Mokronoski) herbu Bogoria (ur. 25 maja 1713 roku, zm. 14 czerwca 1784 w Warszawie) – kuchmistrz nadworny króla Prus, marszałek konfederacji koronnej, marszałek i poseł ziemi warszawskiej na sejm 1776 roku, wojewoda mazowiecki w 1781, generał-lejtnant wojsk koronnych w 1759, generał major wojsk francuskich w 1754, generał major w 1752, generał inspektor kawalerii w 1754, poczmistrz generalny w latach 1763–1764, poseł na sejmy, członek Komisji Edukacji Narodowej w latach 1776–1784, starosta ciechanowski i janowski, starosta tłumacki i janowski, wolnomularz.

## Życiorys
Pochodził z rodziny szlacheckiej używającej herbu rodu Bogoriów i zapewne się z niego wywodzącej. Mokronoscy byli właścicielami m.in. Grodziska pod Warszawą (Grodziska Mazowieckiego). Służył w stopniu majora w pułku dragonów Stanisława Leszczyńskiego, po jego upadku udał się do Francji i przez osiem lat służył w wojsku francuskim pod dowództwem marszałków de Coigny i de Belle-Isle. Po powrocie do Polski został generałem lejtnantem, był stronnikiem partii hetmańskiej.
Jako poseł ziemi bielskiej na sejm konwokacyjny 7 maja 1764 podpisał manifest, uznający odbywający się w obecności wojsk rosyjskich sejm za nielegalny. W czerwcu 1764 roku musiał opuścić kraj i udał się do Berlina.
W 1768 pojednał się z królem Stanisławem Augustem i po powrocie do kraju otrzymał starostwo tłumackie. W 1776 został wybrany marszałkiem sejmu konfederackiego. Poseł na sejm 1778 roku z ziemi bielskiej. Był członkiem Komisji Dobrego Porządku w 1780. W 1781 został wojewodą mazowieckim. Na sejmie 1782 został konsyliarzem Rady Nieustającej. Członek Departamentu Interesów Cudzoziemskich Rady Nieustającej w 1783.
Był jednym z pierwszych polskich masonów, założył lożę wolnomularską Trzech Braci w Warszawie w 1744.
Był Wielkim Mistrzem Wielkiego Wschodu Królestwa Polskiego i Wielkiego Księstwa Litewskiego w 1784.
Był drugim mężem Izabelli Poniatowskiej, siostry polskiego króla Stanisława A. Poniatowskiego.
W 1775 został kawalerem Orderu Świętego Stanisława a w 1776 Orderem Orła Białego. Spoczął w krypcie kościoła kapucynów w Warszawie przy ul. Miodowej.